# 210 (číslo)
Dvě stě deset je přirozené číslo, které následuje po čísle dvě stě devět a předchází číslu dvě stě jedenáct. Římskými číslicemi se zapisuje CCX a řeckými číslicemi σι.

## Matematika
210 je:
- Abundantní číslo
- Nešťastné číslo
- Nepříznivé číslo
- Trojúhelníkové a pětiúhelníkové číslo
- Nejmenší číslo dělitelné všemi jednocifernými prvočísly

## Chemie
- 210 je nukleonové číslo třetího nejstabilnějšího izotopu polonia.[1]

## Astronomie
- (210) Isabella je planetka hlavního pásu, kterou objevil v roce 1879 Johann Palisa.

## Doprava
- Silnice II/210 je česká silnice II. třídy vedoucí na trase Krsy – Úterý – Teplá – Mnichov – Prameny – Sokolov – Jindřichovice – Kraslice – Německo.[2]

## Roky
- 210
- 210 př. n. l.